# Landsmeer
Landsmeer este o comună și o localitate în provincia Olanda de Nord, Țările de Jos. 

## Localități componente
Den Ilp, Landsmeer, Purmerland.